# Rue de l'Armorique
La rue de l'Armorique est une voie du 15e arrondissement de Paris, en France.

## Situation et accès
La rue de l'Armorique est une voie publique située dans le 15e arrondissement de Paris. Elle débute au 68, boulevard Pasteur et se termine au 22, rue du Cotentin.

## Origine du nom
Cette voie doit son nom à l'Armorique ancien nom de la Bretagne.

## Historique
Cette rue a été ouverte en 1840 par la Compagnie des chemins de fer de l'Ouest sur le territoire de l'ancienne commune de Vaugirard, sous le nom d'« avenue du Chemin-de-Fer » et de « rue de la Gare » avant de prendre sa dénomination actuelle le 26 février 1867.